# Conseil des services essentiels
Le Conseil des services essentiels (CSE) est un ancien organisme gouvernemental québécois créé en 1982 pour déterminer les services essentiels qui doivent être poursuivi lors de mouvements de grève de salariés du secteur public et du réseau de la santé et des services sociaux.

## Historique

### Prémisses (1964-1982)
L'adoption du Code du travail en 1964 vient profondément modifier le droit des relations de travail au Québec et accorde pour la première fois un droit de grève aux salariés du secteur public, sauf les enseignants et fonctionnaires provinciaux. Dès l'année suivante, la Loi sur la fonction publique octroie le droit de grève aux fonctionnaires. Un régime d'injonction, octroyé par des juges, permet de faire assurer des services essentiels en cas de péril à la santé ou la sécurité publique. 
Les années suivantes sont marqués par de fortes tensions et conflits de travail durs, avec de fréquents recours à des injonctions et lois spéciales par le gouvernement. Les tensions culminent en 1972 lors du Front commun intersyndical et de l'emprisonnement des chefs syndicaux.
Le gouvernement légifère pour instituer des services essentiels jugés cruciaux :
- En 1972 à Hydro-Québec avec le vote de la Loi sur les services essentiels d'Hydro-Québec[3];
- En 1975 dans le secteur de la santé et des services sociaux avec la Loi visant à assurer les services de santé et les services sociaux en cas de conflit de travail[4]:
  - Dans ce dernier cas la loi institue un commissaire au services essentiels au sein du Tribunal du travail.

### Création du conseil (1982)
Le Conseil des services essentiels est institué le 10 novembre 1982 lors que les dispositions du projet de loi 72 entrent en vigueur en remplacement du Conseil sur le maintien des services de santé et des services sociaux en cas de conflit de travail. Ce projet de loi, déposé le 1er juin 1982 par le ministère du Travail Pierre Marois. La création du conseil est mal accueillie par les syndicats qui engagent des procédures judiciaires pour contester la constitutionnalité du projet de loi 37 dans les années qui suivent.
En décembre 1982 le gouvernement décrète les conditions de travail des employés de l'État et les prive de droit de grève jusqu'en 1985.
Au printemps 1986 le CSE intervient dans une grève des cols bleus de la Ville de Montréal qui n'assurent pas certains services essentiels (notamment la réparation des chaussées et le ramassage des déchets) malgré une ordonnance émise par le conseil en février 1986. Une situation similaire se reproduit en janvier 1996 après une décision du CSE de 18 décembre 1995 dont l'application n'est pas jugée acceptable par la Ville.
En mai 1987 le gouvernement du Québec annonce vouloir réformer le Code du travail pour remplacer le Bureau du commissaire général du travail, le Tribunal du travail et le CSE en un unique organisme nommé Commission des relations de travail. La fusion des deux premiers organismes sera effectivement réalisée 25 ans plus tard en novembre 2002 mais le CSE n'intégrera la Commission des relations du travail qu'en 2011.

## Fonctionnement

### Structure
À sa création le CSE est composé de 8 membres (dont un président) nommés par le gouvernement dont :
- 2 choisis par des associations de salariés ;
- 2 par les associations d'employeur ;
- 3 après consultation de plusieurs organismes publics[note 1].

### Compétence
Le projet de loi 72 institue un obligation de négociation entre les représentants des salariés et des employeurs pour l'établissement d'une liste de services essentiels à maintenir en cas de grève. Le droit de grève est suspendu tant que la liste n'est pas déposée auprès du CSE, qui doit alors juger de la suffisance des services listés et peut faire des recommandations en cas d'insuffisance. La loi impose également un préavis de grève de 7 jours avant le déclenchement de l'arrêt de travail.
À partir d'août 1982 les entités suivantes sont concernés par le régime de services essentiels:
- Les organismes publics[note 2];
- Les municipalités et organismes intermunicipaux ;
- Les établissements de santé et de services sociaux et les Conseils régionaux de Santé et de Services Sociaux (CRSSS) puis les Régies régionales de la santé et des services sociaux à partir du 1er octobre 1992[16];
- Les services d'ambulance et la Croix-Rouge canadienne et également Urgences-santé à sa création en mars 1989[17];
- Les entreprises de téléphone, de gaz, d'eau[note 3], d'électricité et de ramassage des déchets[note 4];
- Les services de transports publics (par autobus, métro, train et bateau).